# Polynoncus pilularius
Polynoncus pilularius är en skalbaggsart som beskrevs av Ernst Friedrich Germar 1824. Polynoncus pilularius ingår i släktet Polynoncus och familjen knotbaggar. Inga underarter finns listade i Catalogue of Life.